# أندريه فيليب
أندريه فيليب (بالفرنسية: André Philip) (و. 1902 – 1970 م) هو سياسي، واقتصادي، وعضو في المقاومة الفرنسية فرنسي، توفي في باريس، عن عمر يناهز 68 عاماً.

## مناصب
تولى منصب عضو الجمعية البرلمانية لمجلس أوروبا (13 أغسطس 1949–26 نوفمبر 1951)
- وزير الداخلية
- نائب فرنسي.

## التعليم
تعلم في Lycée Thiers ‏.

## روابط خارجية
- أندريه فيليب على موقع مونزينجر (الألمانية)